# Wereldkampioenschappen synchroonzwemmen 1994 – Duet vrouwen
Het duet vrouwen tijdens de wereldkampioenschappen synchroonzwemmen 1994 vond plaats in Rome, Spanje.

## Uitslag
De eerste acht duettten, hier aangegeven met groen, gingen door naar de finale.
| Rang   | Naam                                | Land                | Kwalificatie | Kwalificatie | Finale        | Finale        |
| Rang   | Naam                                | Land                | Punten       | Rang         | Punten        | Rang          |
| ------ | ----------------------------------- | ------------------- | ------------ | ------------ | ------------- | ------------- |
| Goud   | Becky Dyroen-Lancer Jill Sudduth    | Verenigde Staten    | 186,5290     | 1            | 187,0090      | 1             |
| Zilver | Fumiko Okuno Miya Tachibana         | Japan               | 185,5790     | 3            | 186,2590      | 2             |
| Brons  | Lisa Alexander Erin Woodley         | Canada              | 185,5790     | 2            | 186,2590      | 3             |
| 4      | Marianne Aeschbacher Myriam Lignot  | Frankrijk           | 180,4750     | 4            | 180,8750      | 4             |
| 5      | Olga Broesnikina Joelia Pankratova  | Rusland             | 180,0590     | 5            | 179,3400      | 5             |
| 6      | Sonia Cardenas Lilian Leal          | Mexico              | 177,9720     | 6            | 178,9320      | 6             |
| 7      | Giovanna Burlando Paola Celli       | Italië              | 177,2270     | 7            | 178,3470      | 7             |
| 8      | Kerry Shacklock Laila Vakil         | Verenigd Koninkrijk | 175,5540     | 8            | 177,6740      | 8             |
| 9      | Fu Yuling Li Min                    | China               | 175,0420     | 9            | Uitgeschakeld | Uitgeschakeld |
| 10     | Iris Sentrop Tamara Zwart           | Nederland           | 173,6660     | 10           | Uitgeschakeld | Uitgeschakeld |
| 11     | Jeong-Yun Choi Yoo-Jin Choi         | Zuid-Korea          | 173,6050     | 11           | Uitgeschakeld | Uitgeschakeld |
| 12     | Natalija Tsimbanko Olha Zajka       | Oekraïne            | 172,4880     | 12           | Uitgeschakeld | Uitgeschakeld |
| 13     | Fernanda Camargo Cristiana Lobo     | Brazilië            | 172,2980     | 13           | Uitgeschakeld | Uitgeschakeld |
| 14     | Caroline Imoberdorf Helen Kaeser    | Zwitserland         | 172,1620     | 14           | Uitgeschakeld | Uitgeschakeld |
| 15     | Angela Horwath Christine Mullner    | Oostenrijk          | 169,2270     | 15           | Uitgeschakeld | Uitgeschakeld |
| 16     | Soňa Bernardová Lucie Svrčinová     | Tsjechië            | 168,2800     | 16           | Uitgeschakeld | Uitgeschakeld |
| 17     | Veronica Gruener Claudia Pogadl     | Duitsland           | 167,7070     | 17           | Uitgeschakeld | Uitgeschakeld |
| 18     | Anastasia Coutseva Natalia Mesjkova | Wit-Rusland         | 164,6100     | 18           | Uitgeschakeld | Uitgeschakeld |
| 19     | Sarah Lindholm Karine Lobenius      | Zweden              | 164,0260     | 19           | Uitgeschakeld | Uitgeschakeld |
| 20     | Barbara Mudrochova Silvia Špačková  | Slowakije           | 163,4560     | 20           | Uitgeschakeld | Uitgeschakeld |
| 21     | Amani Abdel-Hak Yasmin Abdel-Rehim  | Egypte              | 163,2620     | 21           | Uitgeschakeld | Uitgeschakeld |
| 22     | Velika Kamburova Maria Spitzer      | Bulgarije           | 162,8060     | 22           | Uitgeschakeld | Uitgeschakeld |
| 23     | Catherine Archer Erika Piedrahita   | Colombia            | 161,8890     | 23           | Uitgeschakeld | Uitgeschakeld |
| 24     | Julieta Yelin Cecilia Zunzunegui    | Argentinië          | 160,6550     | 24           | Uitgeschakeld | Uitgeschakeld |
| 25     | Aliya Karimova Nailya Yafarova      | Kazachstan          | 158,5690     | 25           | Uitgeschakeld | Uitgeschakeld |
| 26     | Amanda Taylor Loren Wulfsohn        | Zuid-Afrika         | 153,2720     | 26           | Uitgeschakeld | Uitgeschakeld |
| 27     | Zsuzsana Hamori Petra Marschalko    | Hongarije           | 152,3890     | 27           | Uitgeschakeld | Uitgeschakeld |